# Отар-Джанкой
Ота́р-Джанко́й (укр. Отар-Джанкой, крымскотат. Otar Canköy, Отар Джанкой) — исчезнувшее село в Раздольненском районе Республики Крым, располагавшийся на северо-западе района в степном Крыму, в балке Джугеньская-Ахтанская, недалеко от её впадения в Бакальское озеро, примерно в 4 километрах западнее современного села Славное.

## История
Согласно энциклопедическому словарю «Немцы России», немецкий хутор Отар-Джанкой существовал уже в 1915 году и имел население 66 человек, при этом в Статистическом справочнике Таврической губернии. Ч.II-я. Статистический очерк, выпуск пятый Евпаторийский уезд, 1915 год, подобное селение не значится.
После установления в Крыму Советской власти, по постановлению Крымревкома от 8 января 1921 года № 206 «Об изменении административных границ» была упразднена волостная система, и село вошло в состав Бакальского района Евпаторийского уезда, а в 1922 году уезды получили название округов (на карте Крымского Стат. управления 1922 года селение отмечено). 11 октября 1923 года, согласно постановлению ВЦИК, в административное деление Крымской АССР были внесены изменения, в результате которых округа были отменены, Бакальский район упразднён, а село вошло в состав Евпаторийского района. Согласно Списку населённых пунктов Крымской АССР по Всесоюзной переписи 17 декабря 1926 года, на хуторе Отар-Джанкой, в составе упразднённого к 1940 году Киргиз-Казацкого сельсовета Евпаторийского района, числилось 2 двора, население составляло 12 человек, из них 11 немцев и 1 русский. Последний раз Отар-Джанкой встречается на карте 1931 года.